# بيير روسيل
بيير روسيل (بالفرنسية: Pierre Roussel)‏ هو مؤرخ فرنسي، ولد في 23 فبراير 1881 في نانسي في فرنسا، وتوفي في 1 أكتوبر 1945 في باريس في فرنسا.